# Philipp Casimir Schlosser (Pfarrer, 1658)
Philipp Casimir Schlosser (* 19. Oktober 1658 in Darmstadt; † 1. Juli 1712 in Marburg) war ein deutscher evangelischer Theologe, Geistlicher und Hochschullehrer.

## Leben
Schlosser stammte aus einer Pastorenfamilie. Sowohl sein Vater Johann Philipp Schlosser als auch sein Großvater Johannes Schlosser waren Hofprediger. Er besuchte zunächst das Pädagogium in Darmstadt und ging 1675 an die Universität Heidelberg. 1676 wechselte er an die Universität Gießen. Dort erlangte er am 15. Mai 1679 den Magistergrad in Theologie. Zudem erwarb er sich dort wohl einen Doktor der Theologie. Anschließend wurde er Hauslehrer am Hof in Darmstadt. Er war für die Erziehung der Prinzen zuständig.
Schlosser bekam nach seiner Tätigkeit am Hof zum 31. Oktober 1686 eine ordentliche Professur der Logik und Metaphysik an der Universität in Gießen. Diese hatte er bis 1695 inne, als er aufgrund eines Konfliktes an der Theologischen Fakultät entlassen wurde, zusammen mit drei weiteren Kollegen. Im Jahr darauf, zum 30. März 1696 wurde er Pfarrer in St. Goar. Zudem war er Inspektor der lutherischen Kirchen und Schulen in der Niedergrafschaft Katzenelnbogen.
Schlosser wechselte 1706 nach Marburg. Dort wurde er zum Superintendenten und Konsistorialrat ernannt. Außerdem hielt er an der Universität Marburg bis zu seinem Tod 1712 regelmäßig philosophische Vorlesungen.
Er ist der Bruder von Ludwig Heinrich Schlosser und der Vater von Johann Ludwig Schlosser.

## Publikationen
- Auspiciis Trium Unitatis Individuae Personarum, De Persona: Disputatio Metaphysica, Gießen 1690.
- Disputatio Inauguralis Philosophica De Spectris, Gießen 1693.